# Mary Celeste
A Mary Celeste amerikai kereskedelmi vitorláshajó volt, amelyet 1872. december 4-én találtak meg elhagyatva az Azori-szigetektől keletre. A kísértethajón senkit sem találtak, a legénysége nyomtalanul eltűnt. A New Yorkból Genovába tartó hajó jó állapotban volt, és készletekkel is fel volt szerelve. Denaturált szeszből álló rakománya is érintetlen volt, a mentőcsónakja azonban hiányzott. Hajónaplójában az utolsó bejegyzés kilenc nappal korábbról származott. A hajón utazók sohasem kerültek elő.
A hajót eredetileg Kanadában építette egy kereskedői csoport, és az Amazon nevet kapta, megépítése után kereskedőhajóként állt szolgálatba. Pályafutása elég szerencsétlenül kezdődött, mert akkori kapitánya még az első útja előtt betegségben meghalt. Miután 1867-ben zátonyra futott, amerikaiak vásárolták meg, kijavították, és Mary Celeste néven ismét kereskedelmi szállításokat végzett.
Megtalálása után a bírósági meghallgatás nem tudta kideríteni, hogy miért hagyta el a legénysége. Számos elmélet született a lázadástól a kalóztámadáson, biztosítási csaláson és az alkoholgőzök berobbanásán át a víztölcsérig vagy tenger alatti földrengésig, de teljes egészében egyik sem tudta megmagyarázni a hajó állapotát. Még az óriáspolipokat és a földönkívülieket is megpróbálták felelőssé tenni. Az eset sokáig izgatta a nagyközönség fantáziáját, sokszor szerepelt az újságokban, könyveket írtak róla, filmeket rendeztek történetéből. A Mary Celeste az egyik legismertebb kísértethajóvá vált.
Megtalálása után a Mary Celeste többször gazdát cserélt, és folytatta kereskedelmi útjait; eközben egyik kapitánya gyors lefolyású betegségben halt meg Szent Ilona szigetén. 1885-ben egy biztosítási csalás keretében szándékosan zátonyra futtatták Haiti partjainál.

## Építése és első évei

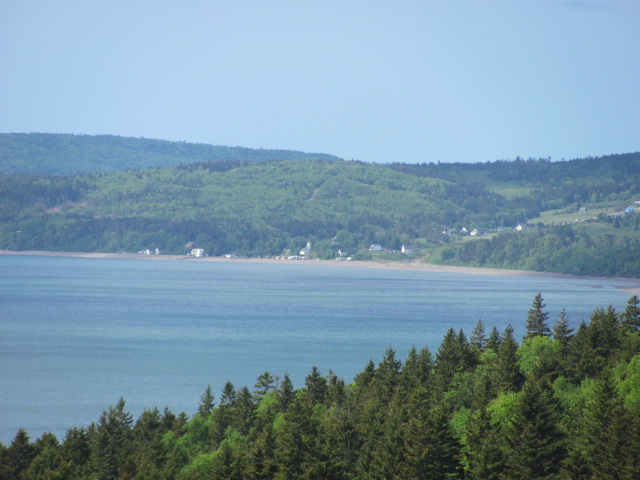
Spencer’s Island 2011-ben

A hajó építését 1860 végén kezdték Joshua Dewis hajóépítő műhelyében, amely a kanadai Fundy-öböl partján fekvő Spencer’s Island faluban állt. A kétárbocos hajótest helyben kivágott fából, karvelpalánkozással készült és brigantinvitorlázattal szerelték fel. 1861. május 18-án bocsátották vízre, és június 10-én Amazon néven regisztrálták a legközelebbi kikötőben, Parrsboróban. A regisztrációs dokumentumok szerint hossza 30,3 m, szélessége 6,9 m, merülése 3,6 m, vízkiszorítása pedig 198,42 regisztertonna volt. Eredeti tulajdonosa egy kilencfős konzorcium volt, melyet Dewis vezetett, és tagjai közé tartozott Robert McLellan, a hajó első kapitánya is.
Első útjára 1861 júniusában került sor, amikor Five Islandsből az Atlanti-óceánon át Londonba szállított volna rönkfát (Charles Edey Fay történész szerint a kanadai Windsorból vitt volna gipszet New Yorkba). A berakodás után azonban McLellan kapitány megbetegedett. Állapota gyorsan súlyosbodott, és az Amazon visszatért Spencer’s Islandre, ahol McLellan június 19-én meghalt. Az új parancsnok John Nutting Parker lett, és a hajó folytatta útját. Az Amazon továbbra is balszerencsés maradt; a maine-i Eastportnál egy szorosban halászhálókba futott, Londonból visszatérőben pedig a La Manche csatornában összeütközött egy briggel, amely elsüllyedt.
Parker még két évig vezette a hajót, amely főleg a Karib-térségből szállított árut. 1861 novemberében átszelte az Atlanti-óceánt, és Marseille-ben egy festő – feltehetően Honoré de Pellegrin, a marseille-i iskola jól ismert tagja – készített róla festményt. 1863-ban Parkert William Thompson váltotta a kapitányi poszton. 1867 októberében a kanadai Cape Breton Islandnél az Amazon egy vihar során kisodródott a partra, és olyan súlyos károsodások érték, hogy tulajdonosai lemondtak róla. Október 15-én a Glace Bay-i Alexander McBean mint elhagyott roncsot birtokba vette.

## Új tulajdonosai és átépítése
McBean egy hónapon belül eladta a roncsot egy helybeli üzletembernek, aki 1868 novemberében továbbadta a New York-i Richard W. Hainesnek. Haines 1750 dollárt fizetett az Amazonért, majd további 8825 dollárt költött a javítására. Saját maga szándékozott vezetni a hajót, amelyet Mary Celeste néven 1868 decemberében regisztráltatott a New York-i kikötői hatóságnál. A névválasztás oka nem ismert, így hívták Galileo Galilei házasságon kívül született lányát, illetve egy közismert apácát is, talán egyikük inspirálta Hainest.
1869 októberében Haines hitelezői elkobozták a hajót és eladták egy New York-i konzorciumnak, amelynek vezetője James H. Winchester volt. A következő három év során a konzorcium tagsága több alkalommal is változott, de Winchester megtartotta a tulajdontöbbségét. Ebben az időszakban a Mary Celeste útjai nincsenek dokumentálva. 1872 elején tízezer dollárért átépítették és kibővítették a szállítókapacitását. Hossza 31 méterre nőtt, szélessége 7,8 méterre, merülése pedig 4,9 méterre. Beillesztettek egy második fedélzetet is. A rekonstrukció után a Mary Celeste vízkiszorítása 282,28 tonnára bővült. 1872 októberében a tulajdonos konzorcium négy tagból állt: Winchester a vagyon hattizenkettedét birtokolta, két kisebb befektető egy-egytizenkettedet, a hajó új kapitánya, Benjamin Briggs pedig négytizenkettedet.

## Briggs kapitány és a legénység

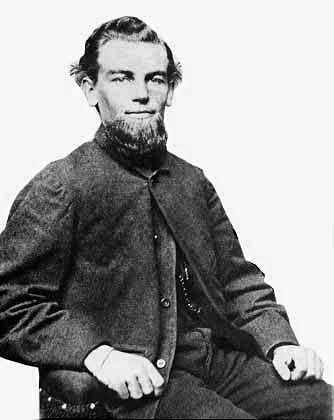
Benjamin Briggs, a Mary Celeste kapitánya

Benjamin Briggs 1835. április 24-én született a massachusettsi Warehamban, a tengerészkapitány Nathan Briggs fiaként. Négy fiútestvére közül háromból tengerész lett. Briggs hívő keresztény volt, rendszeresen olvasta a Bibliát. 1862-ben, amikor feleségül vette unokatestvérét, Sarah Elizabeth Cobbot, már a Forest King szkúner kapitánya volt, és ezzel a hajóval vitorláztak el földközi-tengeri nászútra. Két gyermekük született: Arthur 1865 szeptemberében és Sophia Matilda 1870 októberében.
Mikor Sophia megszületett, Briggs már köztiszteletben álló tengerészkapitány volt. Ekkoriban gondolkodott azon, hogy visszavonul a tengertől, és inkább csak üzlettel foglalkozik; ebben támogatta Oliver fivére, aki szintén kapitány volt, és elege lett a kóbor életmódból. A tervből végül nem lett semmi, de mindketten egy-egy hajóba fektették összegyűjtött vagyonukat: Oliver a Julia A. Hallockban, Benjamin pedig a Mary Celeste-ben vásárolt részt (egyik sem volt szerencsés választás, a Julia A. Hallock 1873. január 8-án egy viharban elsüllyedt a Vizcayai-öbölben, és Oliver Briggs kapitány is odaveszett). 1872 októberében Benjamin Briggs átvette a Mary Celeste parancsnokságát, hogy az átépítése utáni első útján New Yorkból az olaszországi Genovába hajózzon. Az útra felesége és kislánya is elkísérte, míg iskolás korú fia a nagymamánál maradt.
Briggs gondosan válogatta ki legénységét. Az első tiszt, Albert G. Richardson Winchester unokahúgát vette feleségül, és már korábban is együtt hajózott Briggs-szel. A második tiszt Andrew Gilling volt, egy 25 éves, dán származású New York-i. Az ellátásért a friss házas Edward William Head felelt, akit Winchester ajánlásával vett fel. A négy matróz a Fríz-szigetekről származó német volt: két testvér, Volkert és Boz Lorenzen, valamint Arian Martens és Gottlieb Goodschaad. Egy későbbi tanúvallomásban „békés és első osztályú tengerészként” írták le őket. Az út előtt anyjának írt levelében Briggs elégedett volt hajójával és a legénységgel. Felesége, Sarah azt mondta, hogy a legénység meglehetősen hozzáértőnek látszott „ha úgy folytatják, ahogyan elkezdték”.

## Az elhagyott hajó

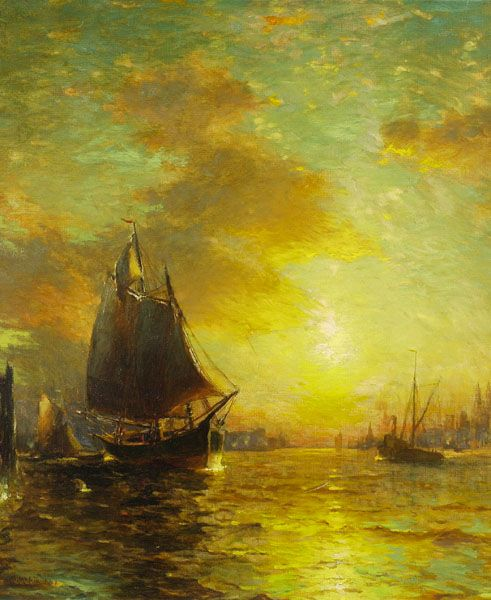
A New York-i kikötő (19. századi festmény)

Briggs 1872. október 20-án érkezett a New York-i East River 50-es mólójához, hogy felügyelje a rakomány, 1701 hordónyi mérgező denaturált szesz berakodását. Egy héttel később csatlakozott hozzá felesége és kislánya. November 3-án, vasárnap levelet írt az anyjának, amiben közölte, hogy kedden akar indulni, és hogy „a hajónk csodálatosan takaros és remélem jó utunk lesz”.
November 5-én, kedd reggel a Mary Celeste elhagyta az 50-es mólót és bevitorlázott a New York-i kikötőbe. Az időjárás bizonytalan volt, ezért Briggs úgy döntött, hogy megvárja a jobb időt, és lehorgonyzott Staten Island mellett. November 7-ére az időjárás megjavult, és a Mary Celeste kifutott az Atlanti-óceánra.
Míg a Mary Celeste várakozott, egy másik brigantin, a kanadai Dei Gratia a közeli Hoboken kikötőjében várta petróleumszállítmányát, amelyet Gibraltárba kellett vinnie. Kapitánya, David Morehouse és elsőtisztje, Oliver Deveau is Nova Scotiából származott, és köztiszteletben álló, tapasztalt tengerészek voltak. Lehetséges, hogy Morehouse és Briggs ismerte is egymást. Morehouse özvegye 50 évvel később úgy emlékezett, hogy a két kapitány közeli barátok voltak, és a Mary Celeste kifutása előtti estén együtt vacsoráztak. A Dei Gratia november 15-én, nyolc nappal a Mary Celeste után indult el, nagyjából ugyanazon az útvonalon.
1872. december 4-én délután 1 óra körül, amikor a Dei Gratia az Azori-szigetek és Portugália között, az é. sz. 38°20', ny. h. 17°15'-nél járt, a fedélzetre lépő Morehouse kapitányt a kormányos azzal fogadta, hogy mintegy 6 mérföldnyire (9,7 km) egy vitorlást lát, amely bizonytalanul közeledik feléjük. A hajó imbolygásából és vitorlái furcsa helyzetéből Morehouse gyanút fogott, hogy valami nincs rendben vele. Amikor közelebb értek, senkit sem látott a fedélzeten, és a vitorlás nem válaszolt a jelzésekre sem. A kapitány átküldte az első tisztet és egy matrózt, hogy vizsgálják meg az ismeretlen hajót. Közelebb érve meglátták a Mary Celeste feliratot a taton, és miután felkapaszkodtak a fedélzetre, átkutatták a hajót, de egyetlen embert sem találtak rajta. A rossz állapotú vitorlák csak részben voltak felhúzva, néhány teljesen hiányzott, és a kötélzet is sérült volt, egyes kötelek lelógtak a hajó oldalán. A fő fedélzeti lejáró zárva volt, de az elülső és a szükséglejáratot nyitva találták, fedelük mellettük hevert a fedélzeten. A fő fedélzeti nyílás mellett elhelyezett egyetlen mentőcsónak hiányzott, és a kormánykerék melletti iránytű tartója elmozdult a helyéből, üvege betört. A raktérben mintegy 1 méter magasan állt a víz, ami jelentős mennyiség, de nem annyi, amennyivel a legénység ne tudott volna megbirkózni. A fedélzeten egy rögtönzött vízmércét is találtak.
Az első tiszt kabinjában megtalálták a hajónaplót, amelyben kilenc nappal korábban, november 25-én reggel 8:00-kor tették az utolsó bejegyzést. Eszerint az akkori pozíciója é. sz. 37°01', ny. h. 25°01' volt, az Azori-szigetekhez tartozó Santa Maria sziget mellett, mintegy 400 tengeri mérföldnyire (740 km-re) attól a ponttól, ahol a Dei Gratia rátalált. A kabin belseje eléggé elázott, mert láthatóan betört a víz az ajtón és tetőablakokon keresztül, de amúgy a berendezést meglehetős rendben találták. Briggs kabinjában a személyes holmijait szétszórva találták, hüvelyében hagyott kardja az ágy alatt volt, de a hajó papírjai és a navigációs műszerek hiányoztak. A konyha rendbe volt rakva, kész vagy félkész étel nem volt benne, de raktáraiban még bőségesek voltak a készletek. Tűz vagy küzdelem jelei nem voltak fellelhetők, minden a hajó rendezett elhagyására utalt, feltehetően a hiányzó mentőcsónakba szálltak.
Morehouse kapitány úgy döntött, hogy az elhagyott Mary Celeste-et elviszi az 1100 km-re lévő Gibraltárba. A hajózási törvények szerint a hajómentők az elszenvedett veszély mértéke szerint jelentős részt kaptak a hajó és rakománya értékéből. A Dei Gratia nyolcfős legénységét megosztották a két hajó között; Oliver Deveau első tiszt és két tapasztalt matróz átszállt a Mary Celeste-re, Morehouse pedig négy tengerésszel a Dei Gratián maradt. Az időjárás végig nyugodt maradt, de a kis létszám miatt igen lassan haladtak. A Dei Gratia 1872. december 12-én ért Gibraltárba, a ködbe került Mary Celeste másnap reggel. A Mary Celeste-et azonnal lefoglalta az admiralitás bírósága, és előkészítették a hajómentési meghallgatást.

## A gibraltári meghallgatás

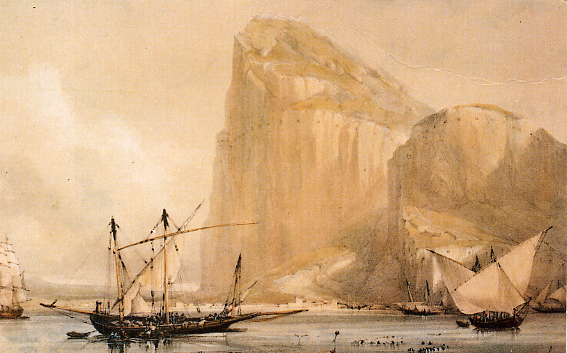
Gibraltár a 19. században

1872. december 17-én megkezdődött a bírósági meghallgatás, amelyet Sir James Cochrane gibraltári főbíró vezetett és Frederick Solly Flood főügyész bonyolított le. Floodról a Mary Celeste-rejtélyt feldolgozó történészek azt írták, hogy az a fajta, „akinek arroganciája és felfuvalkodottsága fordítottan arányos az IQ-jával”, vagy „az a fajta ember, aki miután valamiről véleményt alkotott, semmivel nem lehet attól eltántorítani”. A hajót felderítő két ember tanúvallomása meggyőzte Floodot, hogy bűncselekmény történt, amelyet a New York-i Shipping and Commercial List úgy interpretált december 21-én, hogy „a következtetés az, hogy valahol csalásnak kell lennie, amelynek hátterében az alkohol van.”
December 23-án Flood elrendelte a Mary Celeste részletes átvizsgálását, amelyet John Austin tengerészeti felügyelő és Ricardo Portunato búvár végzett el. Austin a hajóorr mindkét oldalán bevágásokat vett észre, amelyeket szerinte egy éles eszközzel végeztek, valamint a kapitány kardján esetleges vérnyomokat észlelt. Jelentésében hangsúlyozta, hogy a hajó nem kerülhetett viharba, mert egy üvegcsényi varrógépolajat álló pozícióban talált. Az nem merült fel sem a jelentésben, sem a meghallgatáson, hogy az üvegcsét a Mary Celeste megtalálása után is felállíthatták. Portunato azt jelentette, hogy a hajótesten nem volt található ütközés vagy zátonyra futás nyoma. Néhány haditengerészeti tiszt is megvizsgálta a hajót, és megerősítették, hogy az orron talált bevágásokat szándékosan ejtették. A korláton foltokat is felfedeztek, ami akár vér is lehetett, valamint egy mély bevágást, amit talán fejszével okoztak. Mindez csak megerősítette Flood meggyőződését, hogy nem természeti csapás, hanem szándékos bűntett áll a rejtély hátterében. 1873. január 22-én elküldte jelentését a londoni Kereskedelmi Tanácsnak, miszerint a szerencsétlenség oka az volt, hogy a legénység részegre itta magát a szállított alkohollal (annak ihatatlanságát nem vette figyelembe), és meggyilkolták a Briggs-családot és a tiszteket. Ezután bevagdosták a hajóorrot, hogy ütközést szimuláljanak, majd elmenekültek a csónakon. Floodnak meggyőződése volt, hogy Morehouse és emberei eltitkolnak valamit, hogy a Mary Celeste-et jóval keletebbre találták meg, és meghamisították a hajónaplót. Hihetetlennek találta, hogy a hajó ekkora távolságot képes volt megtenni legénység nélkül (megjegyzendő, hogy a William L. White 1888–89-ben tíz hónapig sodródott, és eközben 5000 mérföldet (9300 km) tett meg, és 45 másik hajó figyelte meg).
A tulajdonos James Winchester január 15-én érkezett Gibraltárba, és kérte a bíróságot, hogy a Mary Celeste leszállíthassa rakományát. Flood 15 000 fontos óvadékot követelt, amit Winchester nem tudott kifizetni. A tulajdonos fülébe jutott, hogy Flood szerint ő esetleg szándékosan olyan legénységet alkalmazott, akik meg fogják ölni Briggset és a tiszteket. Winchester január 29-én tett tanúvallomást, melynek során többször összeszólalkozott az ügyésszel. Vallomásában Briggs makulátlan jellemére hivatkozott és kijelentette, hogy a kapitány csak végszükség esetén hagyta volna el a hajóját. A későbbiekben Flood lázadáselmélete két tényező miatt is megingott: egyrészt a tudományos analízis szerint a kardon és másutt talált foltok nem vértől származtak, másrészt az amerikai haditengerészet egyik kapitánya megállapította, hogy az orrban talált vágások nem emberkéztől származtak, hanem a tenger hajótestre gyakorolt hatásától keletkeztek.
Mivel elméletét nem tudta alátámasztani, Flood végül vonakodva ugyan, de kiengedte a Mary Celeste-et a bírósági vizsgálat hatásköréből. Két héttel később a massachusettsi George Blatchford vezetésével és helyben felfogadott matrózokkal a brigantin elindult Genova felé. Április 8-án Cochrane főbíró kiszabta az 1700 fontos mentési díjat, ami a hajó és rakománya összértékének egyötöde volt. Ez jóval alacsonyabb volt a vártnál, egyes szakértők akár két-háromszor ennyit is méltányosnak tartottak volna. A főbíró korábban élesen kritizálta Morehouse kapitányt, hogy első tisztjét küldte el leszállítani a Dei Gratia petróleumrakományát, hogy ő maga a bíróság rendelkezésére állhasson.

## A rejtély lehetséges megoldásai

### Bűncselekmény
Bár Floodnak nem sikerült bizonyítékot találnia arra, hogy a legénység – vagy akár a Dei Gratia legénysége – gyilkolta volna meg Briggset és tisztjeit, a bűncselekmény gyanúja fennmaradt. Az újságcikkek szerint a Mary Celeste túl volt biztosítva, és esetleg biztosítási csalás állt az eset hátterében, de Winchesternek sikerült megcáfolni a vádakat, és a biztosítótársaságok sem indítottak külön vizsgálatot. A Quarterly Review 1931-es cikke szerint Morehouse lesben állva várt a Mary Celeste-re, átcsalta Briggset és legénységét a Dei Gratiára, ahol meggyilkolták őket. Ám ez az elképzelés nem veszi figyelembe, hogy a Mary Celeste nyolc nappal korábban indult Amerikából, és gyorsabb volt, mint a másik vitorlás. Egy másik elmélet szerint Briggs és Morehouse összejátszott, hogy megszerezzék a mentési részesedést. Ha azonban tényleg csalni akartak, akkor nem egy ilyen figyelemfelkeltő, rejtélyes eltűnést választanak, és ha Briggs végleg el akart volna tűnni, nem hagyta volna hátra a fiát.
Voltak olyan elképzelések, hogy marokkói kalózok támadtak volna a hajóra, ők azonban kifosztották volna a vitorlást, márpedig a kapitány és a legénység értékei a Mary Celeste-en maradtak érintetlenül. 1925-ben John Gilbert Lockhart történész felvetette, hogy Briggs vallásos őrületében mindenkit megölt, aztán öngyilkos lett. Lockhart később beszélt Briggs leszármazottaival, bocsánatot kért tőlük, és könyvének későbbi kiadásából kihagyta elméletét.

### Természeti jelenségek

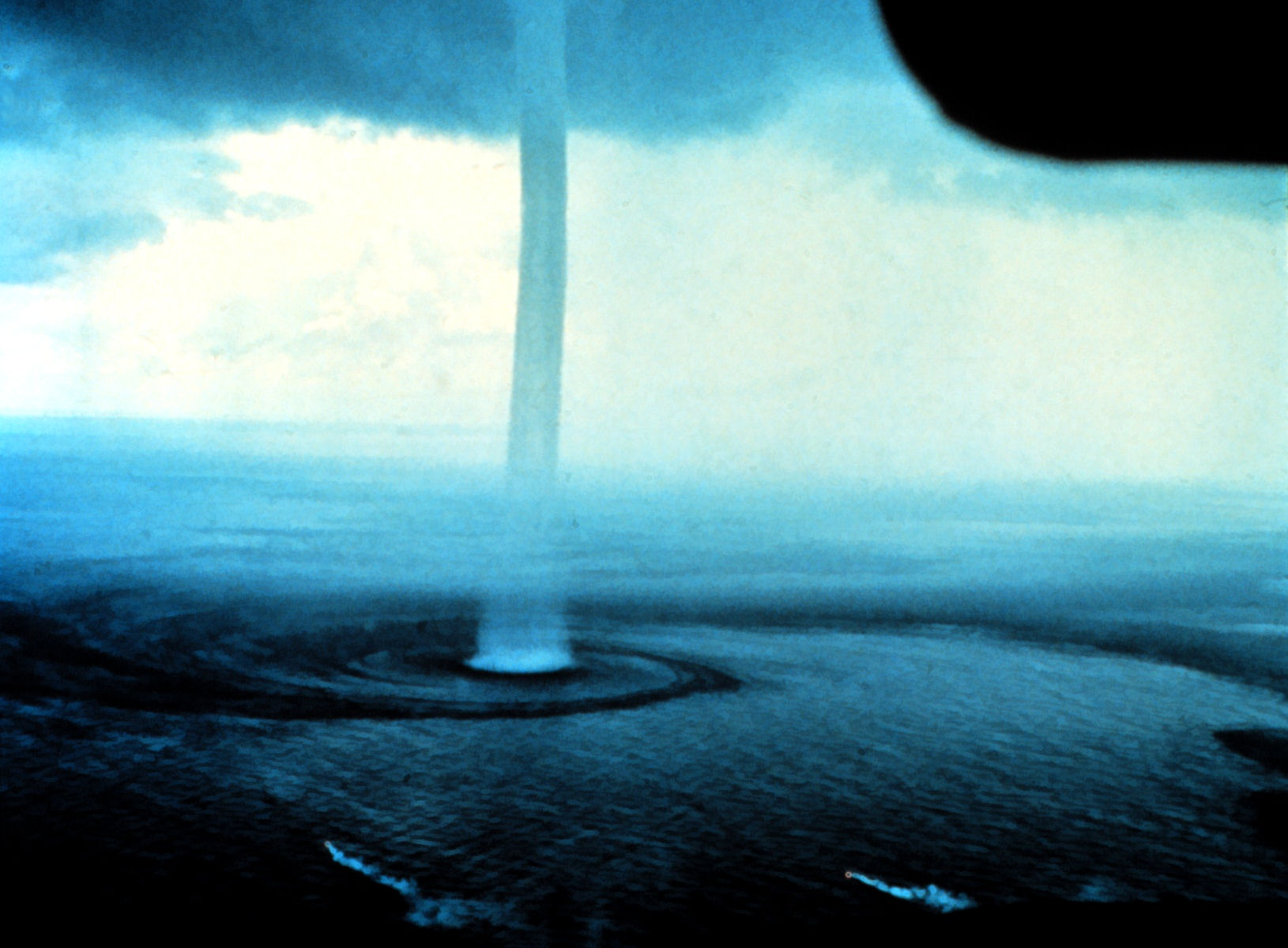
Víztölcsér 1969-ben, Floridában

Ha elvetjük a gyilkosságok elméletét, felmerül a kérdés, hogy miért hagyta el Briggs és legénysége a jó állapotban lévő, készletekkel alaposan ellátott vitorlást. Nyilvánvaló, hogy valamilyen különleges és riasztó eseménynek kellett történnie. A Dei Gratia első tisztje, Oliver Deveau a fedélzeten talált mélységmérő rúd alapján úgy gondolta, hogy Briggs a szivattyúi hibája miatt tévesen úgy vélhette, hogy a hajóba gyors ütemben áramlik a víz. Egy víztölcsérrel való találkozás megmagyarázná a Mary Celeste vízzel elárasztott kabinjait és a vitorlák, kötelek tépett állapotát. Ezenkívül a víztölcsért kísérő alacsony légköri nyomás miatt a víz feláramolhatott a hajófenékből a szivattyúkba, és a legénység úgy vélhette, hogy magasabban áll a víz a ténylegesnél, és a hajót az elsüllyedés fenyegeti.
Más elképzelések szerint a legénység megijedhetett egy jéghegy miatt, vagy egy földrengés okozta „tengerrengéstől”, vagy hogy a szélcsend miatt az áramlat zátonyra viszi őket. Ennyire délre azonban csak nagyon ritkán jutnak el jéghegyek, és azt más hajóknak is észlelniük kellett volna. Lehetséges, hogy a Santa Maria-szigetnél elállt a szél, és Briggs attól tartott, hogy az áramlat zátonyra sodorja a Mary Celeste-et. Csónakba szálltak és megindultak a sziget felé, de a mentőcsónak elsüllyedt, a feltámadó szél pedig elsodorta a hajót. Ennek az elméletnek a hátulütője, hogy szélcsendben a vitorlák ki lettek volna feszítve, hogy elkapják a gyenge szellőket, márpedig a Mary Celeste több vitorlája fel volt tekerve.
Van olyan elmélet, hogy egy földrengés okozta tengerrengés megrongálta a rakományt, és a kiömlő alkohol párologni kezdett, és Briggs attól tartott, hogy a hajó kigyullad vagy felrobban. A nyitva hagyott fedélzeti nyílások szellőztetési próbálkozásra is utalhatnak. Földrengéstől függetlenül az 1886. január 24-i New York World hírt adott egy alkoholszállító hajó felrobbanásáról. Ugyanezen újság 1913. február 9-i cikke a porózus hordókat okolta az alkohol kipárolgásáért a Mary Celeste-en, ami a legénység evakuálását okozta a robbanásveszély miatt, esetleg tényleg történt egy kisebb robbanás, utóbbinak azonban nem találták nyomát. Amikor a rakomány megérkezett Genovába, az 1701 hordó közül 9 volt üres kisebb sérülések vagy szivárgás miatt. Ilyen jellegű rakomány esetében ez elfogadható veszteség volt.
2006-ban Andrea Sella, a University College London tanára egy kísérletet végzett a Channel 5 brit kereskedelmi televízió részére. Elkészítette a raktér modelljét, benne papírból utánozva a hordókat. Butángázzal végzett robbantás után – bár látványos tűzgolyót és lökéshullámot produkált – semmilyen égésnyomot nem fedezett fel a hordóutánzatokon.
Az elképzelés támogatói szerint csak ideiglenesen szálltak be a csónakba. A Mary Celeste kötélzetének állapotából feltételezhető, hogy a csónakot azokhoz erősítették, de a kötél elszakadt, a hajó elsodródott, a mentőcsónak pedig elsüllyedt. Nem világos viszont, hogy miért kötötte volna ki a legénység a csónakot a hajóhoz, amiről úgy gondolták, hogy felrobban vagy elsüllyed.

## Tévedések és feldolgozások

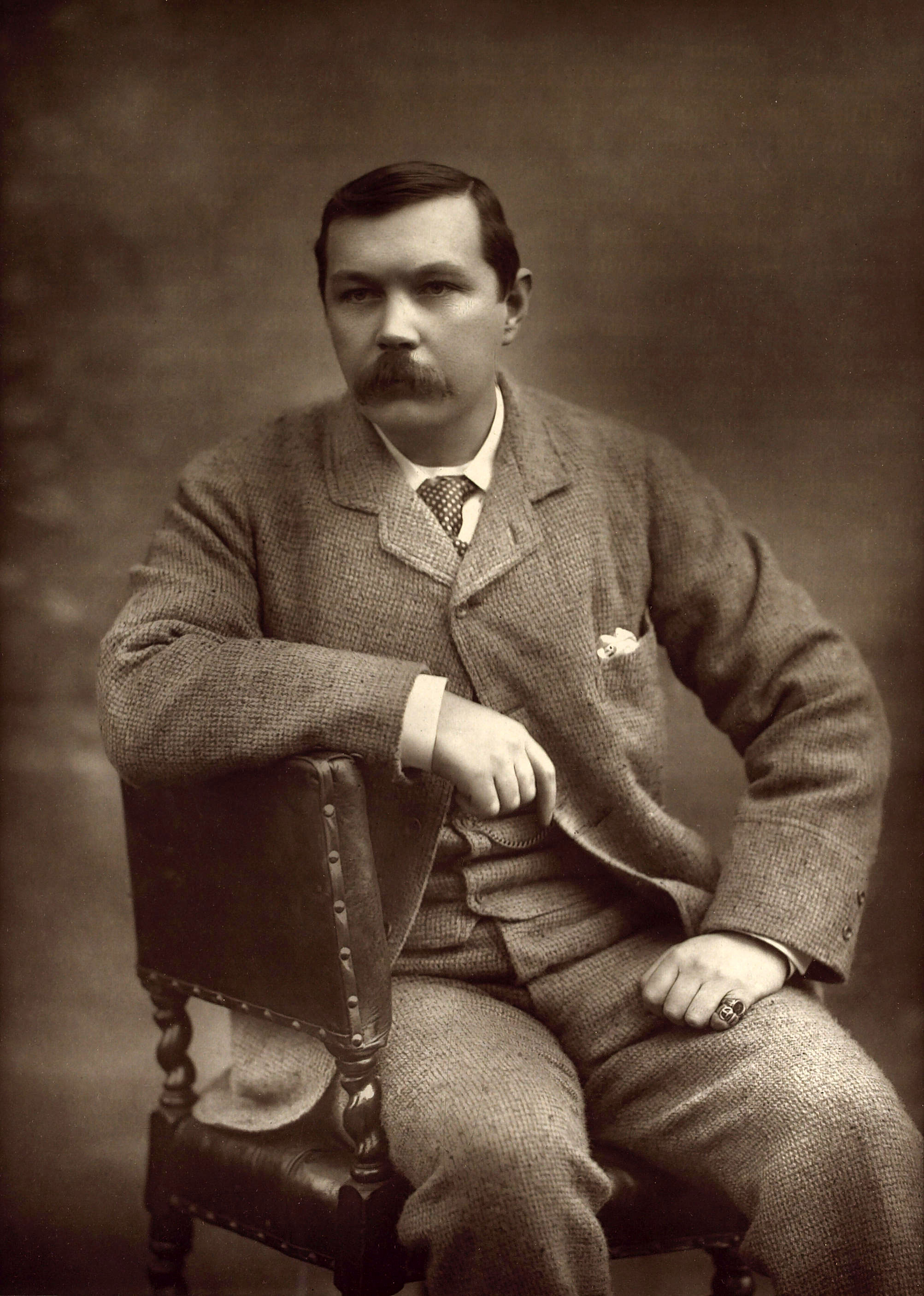
A fiatal Arthur Conan Doyle, akinek 1884-es novellája hozzájárult a Mary Celeste-legendák elterjedéséhez

Ahogy telt az idő, egyre több kitalált részlet keveredett a Mary Celeste történetébe. Már 1883-ban a Los Angeles Times „feljavítva” ismertette a rejtélyt: „Minden vitorla ki volt feszítve, a kormányt rögzítették, minden kötél a helyén volt… A tűz égett a konyhában. A vacsora érintetlenül és csak kissé kihűlve állt… a hajónaplót a megtalálás órájáig vezették”. Húsz évvel később, az Overland Monthly and Out West Magazine 1906 novemberében azt írta, hogy a Mary Celeste-et a Zöld-foki szigeteknél találták meg, 2600 km-re a tényleges helyzetétől. Egyéb pontatlanságok is szerepelnek, Briggset első tisztnek tudja be, és szerinte élő tyúkok voltak a hajón.
A legelterjedtebb interpretáció, amely sok kutató szerint biztosította, hogy a Mary Celeste története sose merüljön feledésbe, az akkor 25 éves Arthur Conan Doyle novellája volt, amely a Cornhill Magazine 1884 januári számában jelent meg. A J. Habakuk Jephson vallomása című írásban kissé megváltoztatta a körülményeket, de a sztori felismerhető maradt: a hajót átnevezte Marie Celeste-re, a kapitányt J. W. Tibbsnek hívták és az út 1873-ban történt Boston és Lisszabon között. A hajónak utasai is voltak, közöttük az elbeszélő Jephson. A novellában egy másik utas, a fanatikus fehérgyűlölő Septimus Goring ráveszi a legénységet, hogy öljék meg a kapitányt és hajózzanak Nyugat-Afrikába, ahol a többi utast is megölték, Jephson kivételével, mert őt Goring tisztelte varázserejű amulettje miatt. Doyle nem hitte, hogy történetét bárki komolyan veszi, de a gibraltári amerikai konzul (aki a hivatalos meghallgatás idején is helyén volt már) vizsgálatot indított, hogy alá lehet-e támasztani valamivel az író verzióját.
1913-ban a The Strand Magazine közölte egy állítólagos túlélő, Abel Fosdyk vallomását, miszerint úszóversenyt tartottak, amit mindenki egy ideiglenes emelvényen állva figyelt. Az emelvény beszakadt a tengerbe, és a legénység vagy megfulladt vagy megették őket a cápák. Az újság ezt valódi történetként tüntette fel, bár számos apró hibát ejtettek: Griggsnek nevezték a kapitányt, Boyce-nak Morehouse-t, Briggs lányát hétévesként tüntetik fel, pedig csak kettő volt, és a legénységet is 13 fősnek írták. Az 1920-as években az ír Laurence J. Keating állt elő egy valódinak beállított túlélő-sztorival, amelyben gyilkosság, őrültek és a Dei Gratiá-t is bevonó összeesküvés szerepelt. Annyira meggyőzően sikerült előadnia a történetet, hogy a New York Herald Tribune 1926-ban „vitathatatlan igazságnak” titulálta.
1924-ben a Daily Express közölt egy történetet, amelyben a Mary Celeste legénysége rábukkant egy elhagyott gőzhajóra, amelynek széfjében 3500 fontnyi aranyat és ezüstöt találtak. A pénzt elosztották, a mentőcsónakokon elhagyták a hajójukat, és új életet kezdtek Spanyolországban.
1904-ben a Chambers's Journalban jelent meg egy cikk, amely szerint a teljes legénységet egy óriáspolip szedte le a Mary Celeste-ről, egyiket a másik után. Bár az óriáskalmár (Architeuthis dux) 15 méteres hosszúságot is elérhet, és előfordult, hogy hajókat támadott meg, nem valószínű, hogy magával vitte volna a kapitány navigációs műszereit. Voltak, akik a Bermuda-háromszöget is említették, bár a hajót az Atlanti-óceán túloldalán találták meg, és a repülő csészealjakat is megvádolták a legénység elrablásával.

## AMary Celestekésőbbi sorsa
A Mary Celeste 1873. június 26-án indult el Genovából és szeptember 19-én érkezett vissza New Yorkba. A bírósági meghallgatások és a rejtélyt övező véres történetek miatt nem tudtak rá legénységet találni, és végül 1874 februárjában a konzorcium áron alul eladta New York-i üzletemberek egy csoportjának.

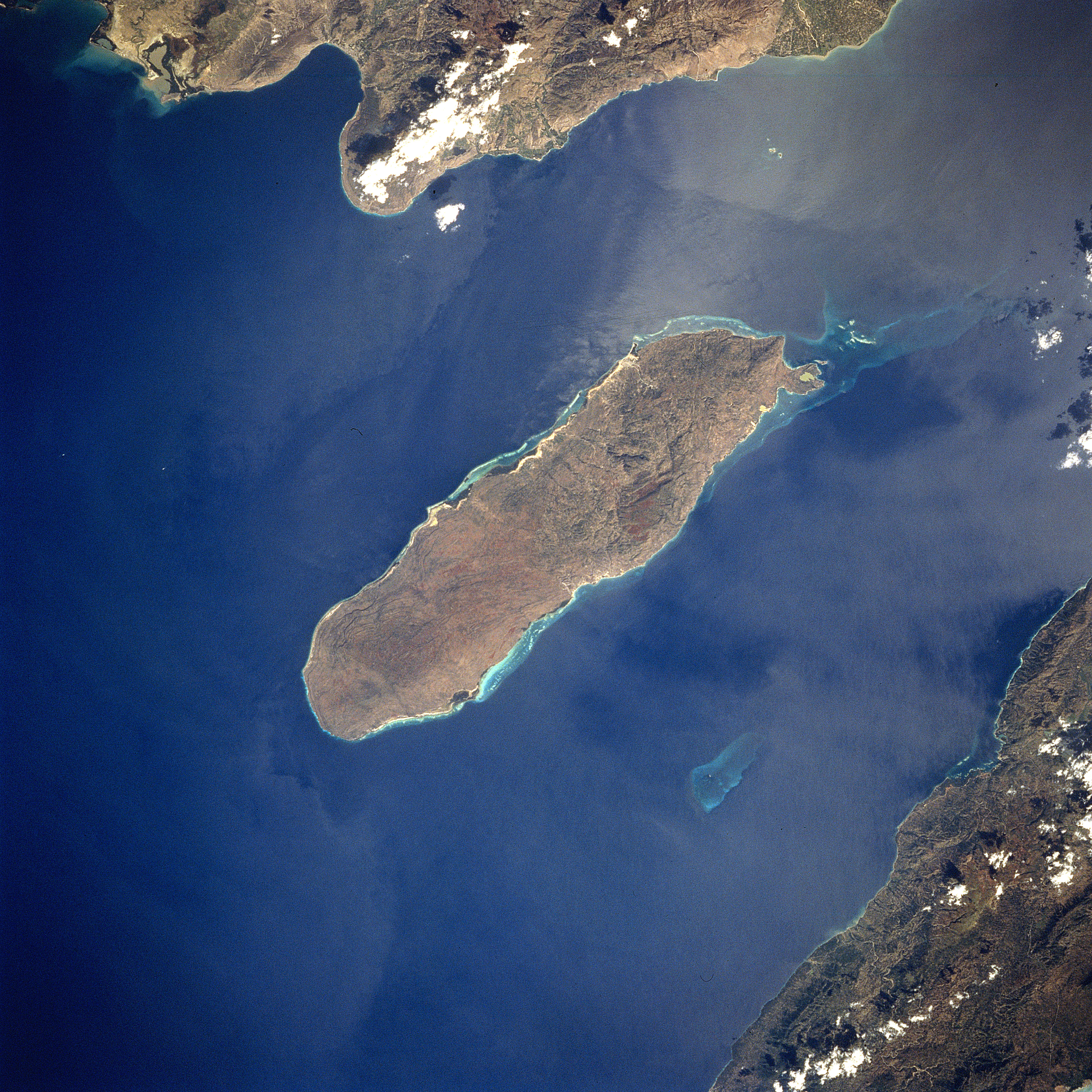
A Gonâve-sziget Haitinél. A Rochelois-zátony halványan kivehető a sziget déli része és a szárazföld közötti szorosban

Az új tulajdonosok a Karib-tengerre és az Indiai-óceánra küldték a hajót, de útjain rendszerint veszteséget termelt. 1879 februárjában Szent Ilona szigetén szerepelt a kikötői jelentésekben azzal, hogy kapitánya, Edgar Tuthill megbetegedett, és orvost kellett hívni hozzá. A kapitány meghalt a szigeten, ami csak megerősítette a tengerészek meggyőződését, hogy a Mary Celeste el van átkozva. Tuthill már a harmadik parancsnoka volt, aki idő előtt halt meg. 1880 februárjában a hajó ismét gazdát cserélt, ezúttal egy bostoni társaság vette meg. Új kapitánya, Thomas L. Fleming 1884 augusztusáig szolgált rajta, amikor Gilman C. Parker váltotta fel. Kereskedelmi útjairól nem maradtak fent feljegyzések, de a hajót több ízben új kikötőbe regisztrálták át, utoljára Bostonba.
1884 novemberében Parker összebeszélt néhány bostoni szállítóval, akik értéktelen rakománnyal töltötték meg a Mary Celeste-et, amelyet a hajó papírjain jóval értékesebbnek tüntettek fel, majd az egészet 30 ezer dollárra biztosították. December 16-án kifutottak Haiti fővárosa, Port-au-Prince irányába. 1885. január 3-án a Mary Celeste a Gonâve-sziget déli oldala mentén közelítette meg célkikötőjét, ahol Parker szándékosan ráfuttatta a jól ismert és térképeken is szereplő korallzátonyra, a Rochelois-zátonyra. A hajó alja felszakadt és annyira megsérült, hogy javíthatatlanná vált. A kapitány és a legénység partra evezett a mentőcsónakban, és Parker a rakomány menthető részét 500 dollárért eladta az amerikai konzulnak.
A konzul hamar rájött, hogy szinte teljesen értéktelen árut vásárolt, és értesítette a biztosítótársaságot, amely vizsgálatot kezdeményezett, és kiderült a csalás. 1885 júliusában Parkert és a bostoni szállítmányozókat biztosítási csalásért bíróság elé állították. Parkert ezenkívül hajója szándékos megrongálásával is vádolták, ami akkor a tengerészeti törvények szerint akár halálbüntetéssel is sújtható volt. Először a csalást tárgyalták, de az esküdtek egy része nem merte bűnösnek nyilvánítani Parkert, mert akkor szinte biztos volt, hogy a másik vád alapján halálra ítélik. A bíró a költséges újratárgyalás helyett a megegyezést szorgalmazta, és a biztosító végül visszavonta a csalás vádját. A rongálás ügyében Parkert végül felmentették, így büntetés nélkül megúszta az ügyet, ám szakmai hírneve tönkrement, és nyomorban halt meg három hónappal később. Vádlott-társai közül egyik később megőrült, egy másik pedig öngyilkos lett.
2001 augusztusában Clive Cussler tengeri régész bejelentette, hogy megtalálta a Mary Celeste maradványait a korallzátonyon. Több mint száz év elteltével csak néhány fa- és fémdarab maradt a hajóból. A faanyag első vizsgálatai szerint olyan fajta volt, amelyet gyakran használtak New Yorkban a Mary Celeste 1872-es átépítése idején, de a dendrokronológiai analízis alapján olyan fából származott, amely még 1894-ben is életben volt, tíz évvel a hajó elsüllyedése után.

## A legenda utóélete
Nem a Mary Celeste volt az első hajó, amelyet rejtélyes körülmények között, elhagyva találtak meg. Rupert Gould tengerésztiszt és tengerészeti rejtélyek kutatója több ilyen esetet is talált 1840 és 1855 között. Azonban a Mary Celeste volt az, amelynek neve szinte eggyé vált a kísértethajókkal. 1955 októberében a 70 tonnás MV Joyita tűnt el a Csendes-óceán déli részén Szamoa és Tokelau között, fedélzetén 25 emberrel. A hajót egy hónappal később találták meg üresen, 970 km-rel letérve útvonaláról. Az eset leírója, David Wright úgy fogalmazott, hogy „a Mary Celeste esetéhez fogható klasszikus tengeri rejtéllyel” állunk szemben.
A rejtélyt több alkalommal is feldolgozták filmen vagy rádióban. Az 1930-as években két rádiójátékot készítettek belőle, 1949-ben pedig színdarabot. Számos könyvet írtak róla, többnyire természeti jelenségeket okolva a titokzatos eltűnésért. 1935-ben a brit Hammer Film Productions stúdió A Marie Celeste rejtélye címmel filmet forgatott, amelyben Lugosi Béla játszotta a megháborodott tengerészt, ám a film nem aratott jelentős sikert. Egy 1938-as rövidfilmben, Az elpusztult hajóban dramatizálva adták elő a különböző elméleteket, a lázadást, az alkoholgőzös robbanást és a természetfölötti magyarázatot.
Spencer’s Islanden a Mary Celeste készítésének helyszínén emlékművet és egy hajótest formájú filmvetítőhelyet építettek a hajó és legénysége emlékére. A Mary Celeste szerepelt a Maldív-szigetek és Gibraltár által kiadott bélyegeken.

## Fordítás
- Ez a szócikk részben vagy egészben  a   Mary Celeste című angol Wikipédia-szócikk ezen változatának fordításán alapul.  Az eredeti cikk szerkesztőit annak laptörténete sorolja fel. Ez a jelzés csupán a megfogalmazás eredetét és a szerzői jogokat jelzi, nem szolgál a cikkben szereplő információk forrásmegjelöléseként.